# Donyell Malen
Donyell Malen (født 19. januar 1999) er en hollandsk fodboldspiller, som spiller som angriber for Premier League-klubben Aston Villa og Hollands landshold.

## Klubkarriere

### PSV Eindhoven
Malen startede sin karriere hos Ajax, og spillede for deres ungdomshold frem til 2015, hvor han skiftede til engelske Arsenal. Han vendte i august 2017 tilbage til Holland, da han skiftede til PSV Eindhoven. Han startede med at spille for PSV's reservehold Jong PSV før han fik sin førsteholdsdebut den 3. februar 2018 i en Eredivisie kamp imod PEC Zwolle.
Malen var del af PSV holdet som vandt det hollandske mesterskab i 2017-18. Han gennembrud kom dog i 2018-19 sæsonen, hvor han blev etableret som fast mand på holdet. Han havde sin bedste sæson for PSV i 2020-21, da han scorede 27 mål på 45 kampe.

### Borussia Dortmund
Malen skiftede i juli 2021 til Borussia Dortmund. Han var del af Dortmunds trup som nåede til UEFA Champions League finalen i 2024, og blev skiftet på i kampen da Dortmund tabte til Real Madrid.

### Aston Villa
Malen skiftede i januar 2025 til Aston Villa.

## Landsholdkarriere

### Ungdomslandshold
Malen har repræsenteret Holland på flere ungdomslandshold.

### Seniorlandshold
Malen fik sin debut for Hollands seniorlandshold, og scorede sit debutmål, for landsholdet den 6. september 2019.

## Privat
Malen blev født i Wieringen til en hollandsk mor og en suirnamsk far.

## Titler
PSV
- Eredivisie: 1 (2017-18)